# Vörösorrú pontylazac
A vörösorrú pontylazac (Hemigrammus rhodostomus) a sugarasúszójú halak (Actinopterygii) osztályának pontylazacalakúak (Characiformes) rendjébe, ezen belül a pontylazacfélék (Characidae) családjába tartozó faj.
Nagyon hasonlóak hozzá a Hemigrammus bleheri (Géry & Mahnert 1986) és a Petitella georgiae (Géry & Boutiére 1964) fajok, akvarisztikai boltokban vörösorrú pontylazac néven bármelyik előfordulhat.

## Előfordulása
Élőhelye az Amazonas alsó folyásán, Dél-Amerikában található.

## Megjelenése
Mérete legfeljebb 5 centiméter. Karcsú testű hal feje vörös, farokúszója enyhén mintázott, a test ezüstszínű. A farokúszó tövétől egy vékony fekete vonal fut előre a hátúszóig. A hím farok alatti úszóján kis horog található, a nőstény teltebb.

## Életmódja
Mindenevő. Félénk és ijedős természetű rajhal.

## Szaporodása
Nagyon nehéz szaporodásra bírni, ezért nem terjedt el a kereskedelemben. Szabadon ikrázó, ikrái hajlamosak a penészedésre, az ivarérett halak többsége terméketlen.

## Tartása
Kedveli a 26–28 fokos, lágy vizű medencét. Rokon fajok és egyéb pontylazacok mellé mutatós hal. Érzékeny a vízminőségre.